# Дженюв (Слубицький повіт)
Дженюв (пол. Drzeniów) — село в Польщі, у гміні Цибінка Слубицького повіту Любуського воєводства.
Населення — 384 особи (2011).
У 1975-1998 роках село належало до Зеленогурського воєводства.

## Демографія
Демографічна структура станом на 31 березня 2011 року:
|          | Загалом | Допрацездатний вік | Працездатний вік | Постпрацездатний вік |
| -------- | ------- | ------------------ | ---------------- | -------------------- |
| Чоловіки | 201     | 48                 | 138              | 15                   |
| Жінки    | 183     | 45                 | 116              | 22                   |
| Разом    | 384     | 93                 | 254              | 37                   |